# Jimmy Stevens

Bandeira proposta da República de Vemerana (1980)

Jimmy Stevens, conhecido como "Moses" (década de 1910 ou década de 1920 - 28 de fevereiro de 1994), foi um nacionalista e político de Vanuatu.
Como líder do movimento conservador Nagriamel, declarou a independência da ilha de Espiritu Santo como o "Estado de Vemerana" em junho de 1980 e referiu a si mesmo como "primeiro-ministro". Após a República de Vanuatu obter a independência em julho, o primeiro-ministro Walter Lini chamou tropas da Papua-Nova Guiné e a revolta foi esmagada em agosto.
No julgamento de Stevens foi revelado que Stevens e Nagriamel receberam 250 000 dólares da Phoenix Foundation, um grupo libertário estado-unidense que anteriormente tentou estabelecer um Estado independente para paraíso fiscal nas Ilhas Ábaco, nas Bahamas, em 1973. Stevens foi condenado e sentenciado a 14 anos de prisão. Em setembro de 1982, ele escapou da prisão, mas foi recapturado dois dias depois de sua fuga. Stevens foi libertado da prisão em 14 de agosto de 1991. 
Stevens era descendente de europeus, melanésios e polinésios. Ele alegava que seu pai era escocês e que sua mãe era tonganesa. Supostamente tinha 23 esposas e foi pai de quatro dúzias de filhos. Ele morreu em Espiritu Santo de câncer de estômago.